# Кар'єри родовища «XX років Казахської РСР»
Кар'єри родовища «XX років Казахської РСР» – гірничодобувні майданчики у Актюбінській області Казахстану, призначені для розробки хромітового родовища зі складу Джангиз-Агачського рудного поля Південно-Кемпірсайського рудного масиву.
В 1961-му на родовищі «XX років Казахської РСР» ввели в дію кар’єри «Північний» та «Східний». Також в якийсь момент став до ладу кар’єр «Південний». Видобуток відкритим способом тривав до 1989 року, при цьому всього вилучили 32,8 млн тон хромітової руди, з яких 17,5 млн тон видав «Південний», а 10,9 млн  тон та 4,4 млн тон припало на «Північний» та «Східний» кар’єри.
В другій половині 2000-х узялись за реалізацію проекту реконструкції кар’єру «Південний» з метою відпрацювання підземним способом підкар’єрних запасів, які оцінювались у 3 млн тон.
Станом на 2015 рік «Південний» був єдиним працюючим кар’єром Донського гірничо-збагачувального комбінату та забезпечував 5,9% його видобутку.
Наприкінці десятиліття почали втілювати черговий проект реконструкції кар’єру, який мав забезпечити вилучення 5,3 млн тон руди. В 2018 – 2022 роках вилучили 3 млн тон, при цьому провели розкривні роботи в обсязі 0,56 млн м3 (частина розкривних порід розміщувалась у сусідньому відпрацьованому кар’єрі «Поісковий»). Станом на кінець 2022-го очікували видобути відкритим способом ще 0,24 млн тон руди. Крім того, були пройдені два (і планувався ще один) портали для відпрацювання підкар’єрних та позаборотових запасів, призначені для вилучення обсяги яких оцінювали у понад 1 млн тон.